# Boeing YC-14
Le Boeing YC-14 est un prototype d'avion de transport américain à décollage et atterrissage courts développé dans les années 1970. Il est le concurrent du McDonnell Douglas YC-15. Seuls deux prototypes sont construits ; tous deux sont préservés en Arizona, l’un au Pima Air and Space Museum et l'autre à l'AMARC.

## Historique
Vers 1971, l’USAF lance un nouveau programme de transport devant remplacer la flotte des C-130. Neuf constructeurs répondirent à l’appel d’offres AMST (Advance Medium STOL Transport ou Appareil de transport avancé ADAC).
En 1972, les projets de Boeing et de McDonnell Douglas sont retenus, l’USAF insistant particulièrement sur des capacités de décollages et atterrissages courts.

## Description
Le Boeing YC-14 s’appuyait, pour parvenir aux performances exigées, sur une aile supercritique, plus un soufflage très étudié de l’extrados grâce à deux réacteurs montés au-dessus des ailes. Une fois les becs de bords d’attaque et les volets type Coanda sortis, le flux rapide des moteurs adhérait à l’extrados du système voilure volet et se trouvait pulsé vers le bas, fournissant ainsi une sustentation active.
Le  YC-14 effectua son premier vol le 9 août 1976 en affichant de remarquables performances au cours des essais.
Sa charge maximale était de 36 740 kg de fret ou 150 soldats en mission conventionnelle. En mission ADAC, il décollait sur une distance de 510 m avec 12 245 kg de charge ou 70 soldats équipés.
Le projet fut néanmoins abandonné en 1979 à la suite de réductions de budgets, l'un des exemplaires fut rendu à Boeing.